# 陸應穀
陸應穀（？—1857年），字樹嘉，號抱真書屋，雲南省臨安府蒙自縣人，清朝政治人物、進士出身。
道光十二年，登進士二甲九十八名，改翰林院庶吉士；次年任翰林院編修。道光十九年，任江南道監察御史，稽查俸米顏料庫事務。道光二十年，任順天鄉試同考官、四川道監察御史。道光二十一年，任會試內場監試官。道光二十二年，任山西朔平府知府。次年，改太原府知府。道光二十六年，任冀甯道、順天府府尹。道光二十九年，任順天鄉試監臨官。次年，改江西巡撫。咸豐二年，署刑部右侍郎，改各省鄉試覆試閱卷大臣。咸豐二年，署河南巡撫、河東河道總督、戶部右侍郎兼管錢法堂事務。咸豐二年，任河南巡撫。咸豐六年，任直隸按察使。有著述《地理或問》、《抱真書屋詩鈔》，子陸葆德。